# سوني جيبس
سوني جيبس (بالإنجليزية: Sonny Gibbs)‏ هو لاعب كرة قدم أمريكية أمريكي، ولد في 25 أكتوبر 1939 في غراهام في الولايات المتحدة.

## وصلات خارجية
- سوني جيبس على موقع مرجع كرة القدم المحترفة.كوم (الإنجليزية)